# (13006) Schwaar
(13006) Schwaar est un astéroïde de la ceinture principale.

## Description
(13006) Schwaar est un astéroïde de la ceinture principale. Il fut découvert le 12 janvier 1983 à la station Anderson Mesa par Brian A. Skiff. Il présente une orbite caractérisée par un demi-grand axe de 2,27 UA, une excentricité de 0,20 et une inclinaison de 28,5° par rapport à l'écliptique.

## Compléments